# Риштування

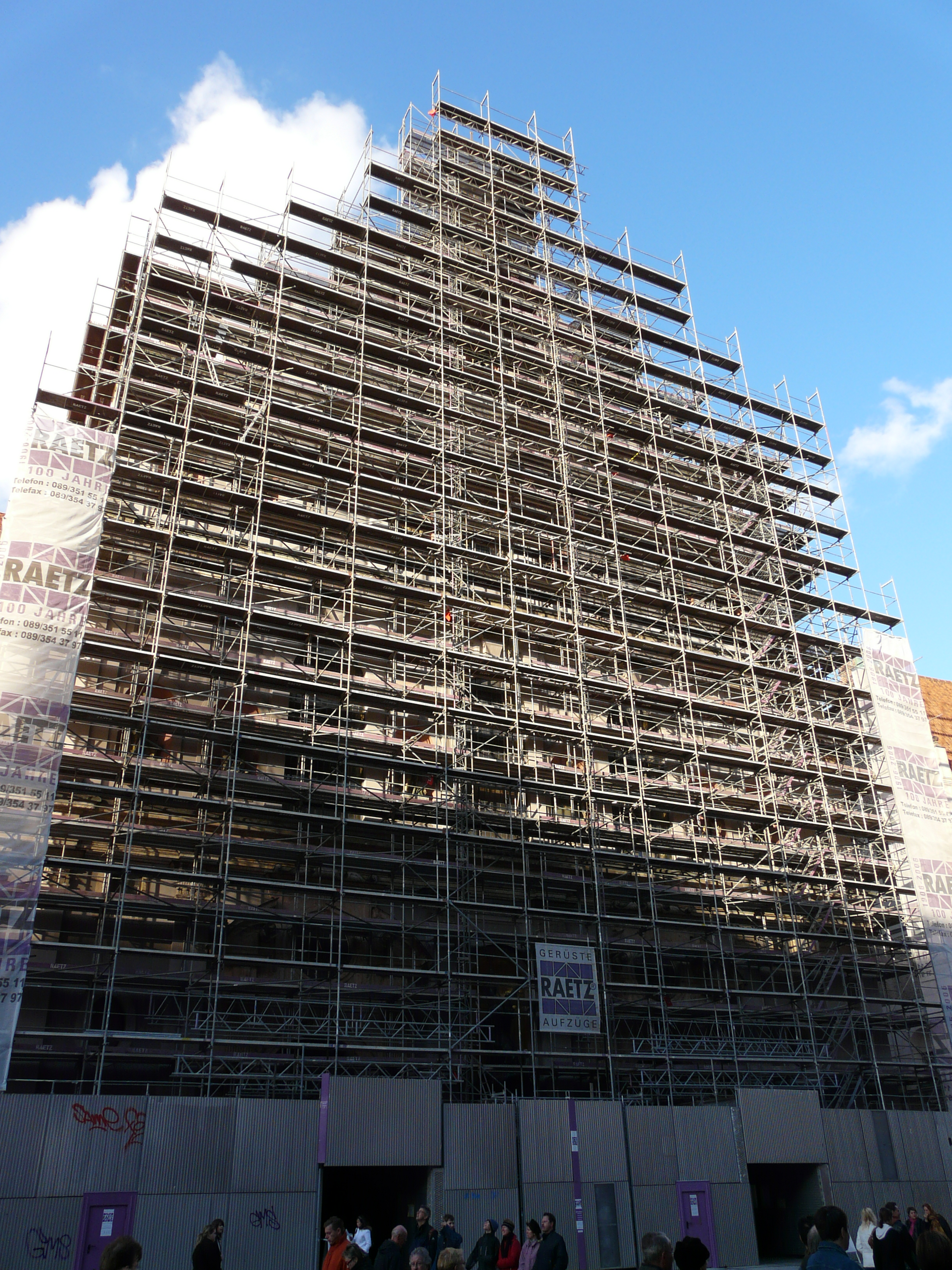
Риштування

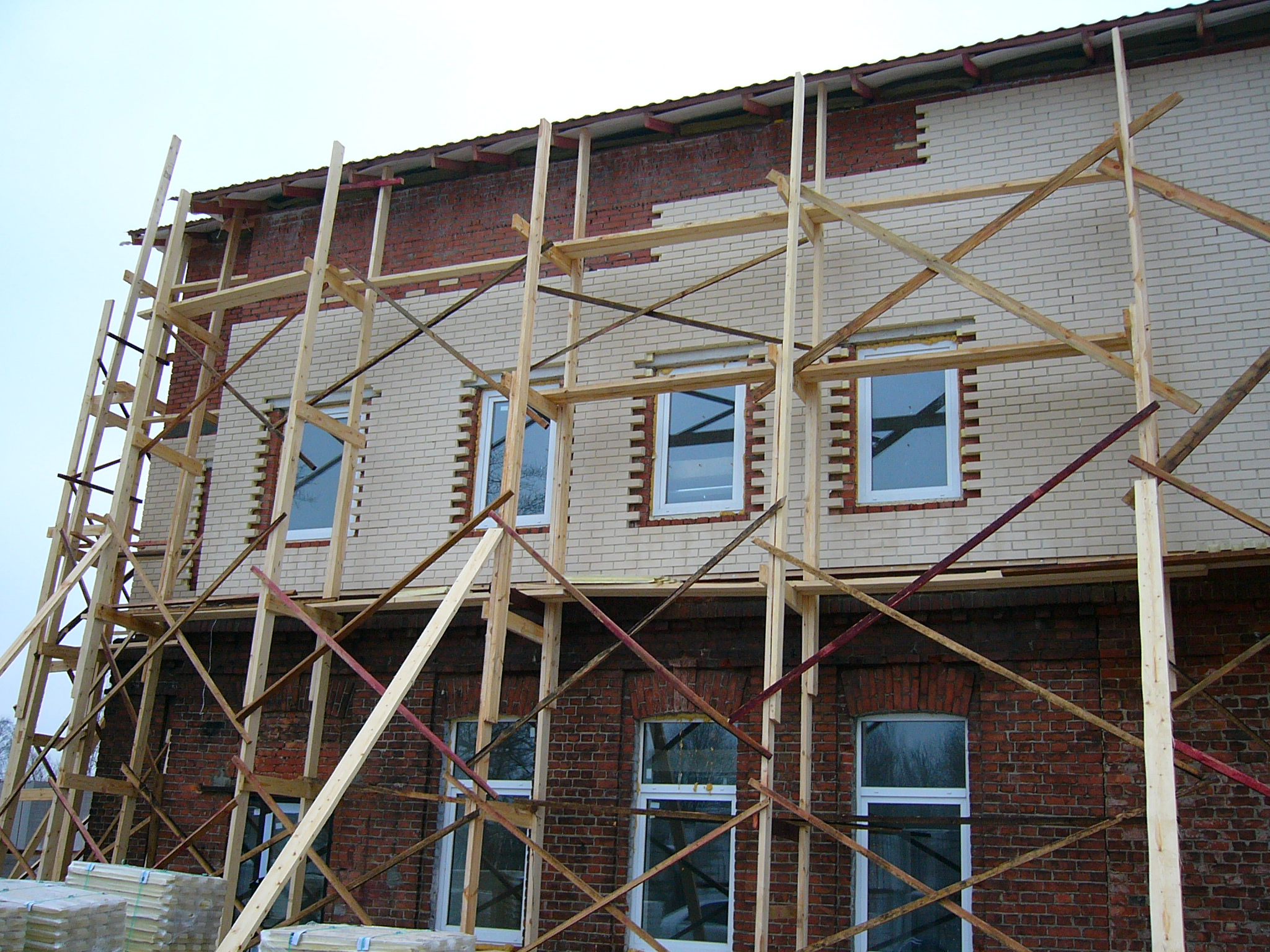
Дерев'яне риштування

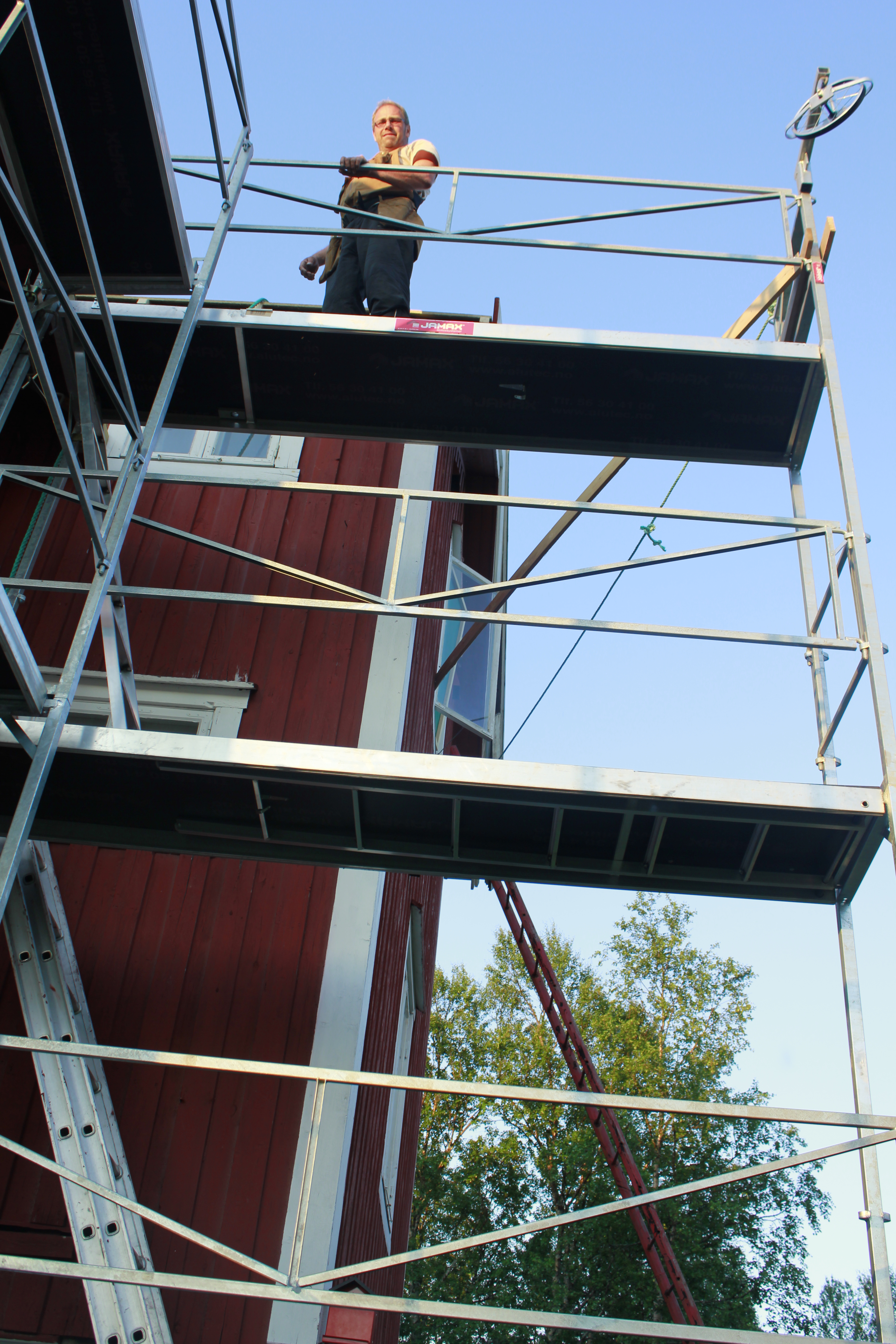
Алюмінієве рамкове риштування

Риштува́ння, ришто́вання, ришта́к, рідко ришту́нок, діал. руштова́ння — тимчасова конструкція, що забезпечує доступ робітників до висотних частин об'єктів, для проведення будівельних, монтажних та інших робіт. Являє собою дерев'яне або трубчасте обладнання, що встановлюється біля стін споруди під час її відбудови, ремонту, реставрації тощо..
Слово утворене від дієслова «риштувати» («забезпечувати», «споряджати», «оснащувати», «ставити риштування»), що є германізмом (від нім. rüsten).

## Історія
Заглибини в стінах з палеолітичними печерними малюнками, знайдені в Ласко, наводять на думку про використовування системи риштування при розписуванні стелі печери ще 17 000 років тому.
Зображення давньогрецького риштування присутнє на Берлінському червонофігурному кіліксі (початок V ст. до н. е.). Є свідчення, що схожі на риштування конструкції застосовували єгиптяни, нубійці і китайці під час зведення високих будівель. Ранні риштування були дерев'яними, їхні елементи з'єднувались мотузяними зв'язками.

## Конструкція
Риштування може бути різних типів: хомутове, штирьове, рамкове.
Конструкція хомутового і штирьового риштування схожа за принципом складання, але розрізняється способом кріплень. Основним елементом є металеві вертикальні і горизонтальні труби, що з'єднуються між собою в просторову ферму: хомутове — за допомогою хомутів, штирьове — за допомогою приварених до горизонтальних труб загнутих штирів, вставлюваних у гнізда на вертикальних. Зверху на горизонтальні труби вкладають містки; підіймання на таке риштування здійснюється спеціальними драбинами з гаками.
Рамкове риштування складається з окремих тривимірних модулів, з'єднуваних між собою. Кожний модуль має вигляд трубчастого прямокутного паралелепіпеда, утвореного двома рамами, з'єднаними у верхній частині двома поздовжніми трубами, а в нижній — спорядженими опорами. Для жорсткості конструкції вона додатково укріпляється діагональними розкосами. Одна з рам може мати вбудовану вертикальну драбину, рами без драбини називаються прохідними. Опори часто роблять регульованими — спорядженими гвинтовим механізмом, що уможливлює їх використовування на нерівній поверхні. З'єднання модулів в одну конструкцію здійснюється фіксувальними замками, частіше за все прапорцевого типу. До стіни будівлі модулі прикріплюються кронштейнами.

## Інше
Також риштуванням називають тимчасовий дощаний настил на підвищенні, поміст або тимчасове пристосування для підтримування чого-небудь у певному положенні.